# Maserati Ghibli
Artikeln handlar om bilen från 1966-1973. För den nutida bilen, se Maserati Ghibli (2013).
Maserati Ghibli (Tipo 115) är en sportbil, tillverkad av den italienska biltillverkaren Maserati mellan 1966 och 1973.
Ghibli var Maseratis tvåsitsiga GT-vagn. Tillverkningen uppgick till 1 204 täckta och 128 öppna vagnar (Spider).
Varianter:
| Modell    | Motor              | Cylindervolym | Effekt | Bränslesystem               |
| --------- | ------------------ | ------------- | ------ | --------------------------- |
| Ghibli    | 8-cyl V-motor dohc | 4719 cm³      | 340 hk | 4 st Weber 38DCNL förgasare |
| Ghibli SS | 8-cyl V-motor dohc | 4930 cm³      | 355 hk | 4 st Weber 38DCNL förgasare |